# دارين ماكي
دارين ماكي (بالإنجليزية: Darren Mackie)‏ هو لاعب كرة قدم بريطاني في مركز الهجوم، ولد في 5 يناير 1982 في Inverurie ‏ في المملكة المتحدة. شارك مع منتخب اسكتلندا الثانوي لكرة القدم ‏. أما مع النوادي، فقد لعب مع فينيكس راسينغ ونادي أبردين ونادي إنفرنيس.

## وصلات خارجية
- دارين ماكي على موقع قاعدة بيانات كرة القدم.إي يو (الإنجليزية)
- دارين ماكي على موقع Soccerbase.com (لاعب) (الإنجليزية)